# Ibolya
Ibolya ist ein ungarischer weiblicher Vorname. Er ist eine Variante des Vornamens Viola.

## Bekannte Namensträgerinnen
- Ibolya Csák (1915–2006), ungarische Leichtathletin
- Ibolya Fekete (* 1951), ungarische Filmregisseurin und Drehbuchautorin
- Ibolya Hock-Englender (* 1959), ungarndeutsche Politikerin
- Ibolya Verebics (* 1962), ungarische Sopranistin
- Ibolya Vrábel (* 1966), ungarische Fußballnationalspielerin